# Coniopteryx sclerotica
Coniopteryx sclerotica är en insektsart som beskrevs av Meinander 1998. Coniopteryx sclerotica ingår i släktet Coniopteryx och familjen vaxsländor. Inga underarter finns listade i Catalogue of Life.